# 鳳泉炭鉱線
鳳泉炭鉱線（ポンチョンタングァンせん）は、朝鮮民主主義人民共和国平安南道价川市にある鳳泉駅から鳳泉炭鉱駅までを結ぶ鉄道路線である。

## 路線データ
- 路線距離：鳳泉 - 鳳泉炭鉱間2.0km
- 駅数：2（両端駅を含む）
- 軌間：1435mm
- 電化区間：なし
- 複線区間：なし

## 駅一覧
- 駅所在地は全線平安南道价川市内。

| 駅名       | 駅名       | 駅名                 | 駅間キロ (km) | 累計キロ (km) | 接続路線             |
| 日本語     | 朝鮮語     | 英語                 | 駅間キロ (km) | 累計キロ (km) | 接続路線             |
| ---------- | ---------- | -------------------- | ------------- | ------------- | -------------------- |
| 鳳泉駅     | 봉천역     | Pongch'ŏn            | 0.0           | 0.0           | 北朝鮮鉄道省：満浦線 |
| 鳳泉炭鉱駅 | 봉천탄광역 | Pongch'ŏn T'an'gwang | 2.0           | 2.0           |                      |

## 参考資料
- 国分隼人（2007年）. 『将軍様の鉄道 北朝鮮鉄道事情』, 新潮社. ISBN 9784103037316